# Maria Hohnstein
Maria Hohnstein (* 26. Juli 1926 in Dresden) ist eine deutsche ehemalige Theater- und Dokumentarfilm-Regisseurin.

## Leben und Werk
Maria Hohnstein wuchs in ihrer Geburtsstadt Dresden auf. Ab 1941 absolvierte sie eine Ausbildung zur Friseurin. 1945 begann sie ein Studium an der Akademie für Musik, Theater und Tanz ihrer Heimatstadt. Ab 1947 sind erste Regie-Assistenzen Hohnsteins am Staatstheater Dresden dokumentiert. Sie assistierte u. a. dem späteren DEFA-Regisseur Martin Hellberg.
Anfang der 1950er-Jahre wechselte Hohnstein zum Film. Sie fand eine Anstellung bei der DEFA-Produktion Sachsen-Anhalt in Halle und entwickelte sich in kürzester Zeit von der Regie-Assistentin zur Regisseurin. Nach kurzer Zeit zog sie weiter zum DEFA-Studio für populärwissenschaftliche Filme in Potsdam-Babelsberg.
Bis 1956 drehte Hohnstein zehn kurze Dokumentarfilme, die zumeist als Auftragsproduktionen für verschiedene Institutionen entstanden. In ihrem Debütfilm 21 wunderschöne Tage beschäftigte sie sich mit einem Pionierlager in Stolberg im Harz. In Der Traktorist porträtierte sie eine junge Traktoristin, die sich nach bestandener Facharbeiterprüfung unter männlichen Kollegen behauptet. In gleich drei kurzen Filmen widmete sie sich dem Osterfest bei den Sorben, der einzigen ethnischen Minderheit in der DDR. Hohnstein ist damit in der DEFA-Filmgeschichte die einzige Regisseurin, die sich filmisch mit der sorbischen Kultur auseinandersetzte. 1956 kündigte sie ihren Arbeitsvertrag bei der DEFA und trat nicht weiter als Filmregisseurin in Erscheinung.
Spätestens ab der Spielzeit 1958/59 wird Hohnstein als Regie-Assistentin am Berliner Metropol-Theater erwähnt. 1971 trat sie am gleichen Haus erstmals als Theaterregisseurin in Erscheinung. Zusammen mit Charlotte Morgenstern führte sie bei der Musical-Inszenierung Verlieb dich nicht in eine Heilige nach Claus Ulrich Wiesner Regie. Das Stück lief mehrere Jahre sehr erfolgreich am Metropol. Für das Jahr 1976 sind Gratulationen zur 100. Aufführung dokumentiert. 1978 folgte eine weitere Gemeinschaftsregie mit Konrad Zschiedrich und Peter Ensikat für das Musical Vasantasena. Biografin Cornelia Klauß vermutet, „dass Maria Hohnstein am Theater weit glücklicher geworden ist als beim Film“, da sie dort „autonomer arbeiten konnte“.
Mindestens bis in die zweite Hälfte der 1980er-Jahre blieb Hohnstein dem Metropol-Theater verbunden. Anfang 1987 assistierte sie Klaus Gendries bei einer Inszenierung der Rockoper Rosa Laub nach Waldtraut Lewin und Horst Krüger, unter anderem besetzt mit den damaligen Schauspiel-Studierenden Simone Thomalla und Pierre Sanoussi-Bliss.
Für die Buchpublikation Sie – Regisseurinnen der DEFA und ihre Filme konnte Maria Hohnstein 2019 nicht ausfindig gemacht werden. Ihr weiterer Lebensweg nach 1987 ist aktuell unbekannt.

## Filmografie (Auswahl)
- 1951: 21 wunderschöne Tage
- 1951: Aus der Arbeit der MAS
- 1952: Der Traktorist
- 1952: Die Mühe lohnt
- 1954: Wie die Sorben ihre Ostereier verzieren (Teil 1: Wachstechnik; Teil 2: Kratztechnik)
- 1954: Osterzeit im Sorbenland
- 1955: Einrichten und Besetzen eines Zimmerterrariums
- 1956: Terrarium
- 1956: Wenn es Winter wird